# سيارة تخييم

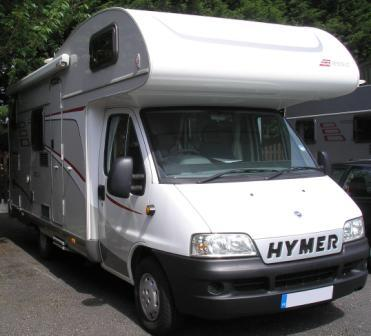

سيارة التخييم هو نوع من مركبة ترفيه ذاتية الدفع التي توفر سكنًا متنقلًا للمعيشة.

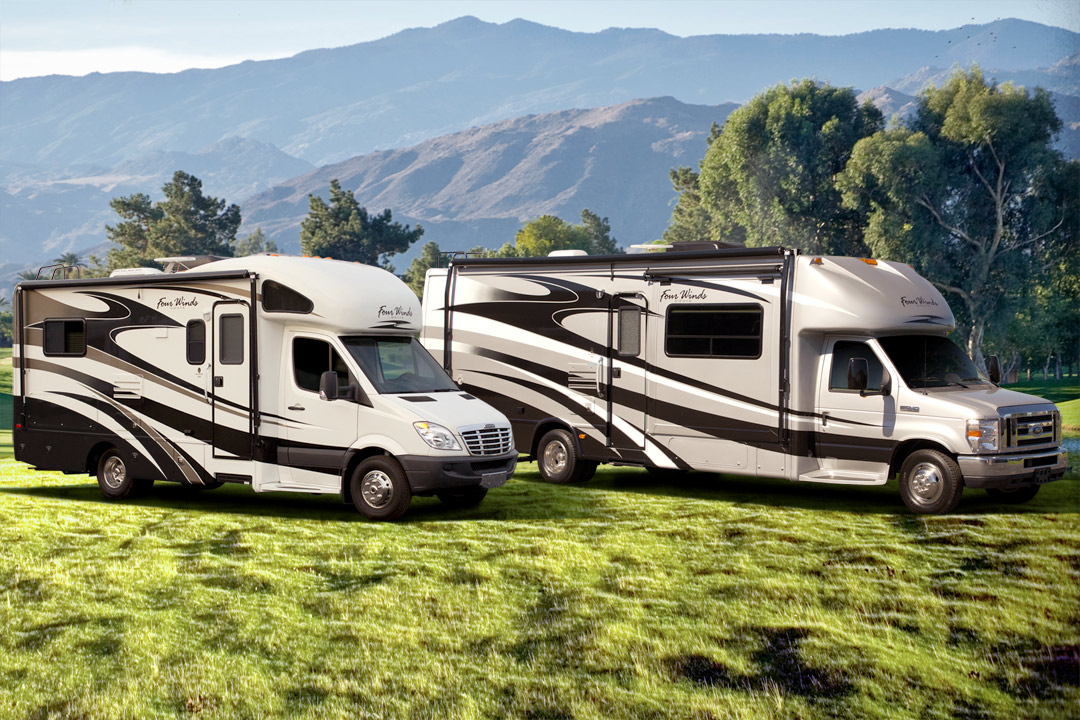
منزلين متنقلين من الفئة C مبنيان على (عن يسار) مرسيدس سبرنتر و (عن يمين) هيكل فورد سلسلة ه